# Anette Möllerström
Anette Vivian Möllerström, född 18 april 1971, är en svensk basketspelare. 

## Biografi
Anette Möllerström bor i Tygelsjö i Skåne och har två barn tillsammans med Costas Baltatzis, också han känd basketspelare. Hon har en Bachelor of Arts i de fria konsterna (liberal arts) och grafisk design från Oregon State University. Hon arbetar som art director i Malmö och ligger bland annat bakom logotypen för Ungdoms-EM i basket för damer 2009. 

## Basketkarriär
Anette Möllerströms moderklubb är KFUM Kristianstad Basketbollförening och hon har representerat Mataki Basket/Malbas, Oregon State Beavers, IK Eos och EOS/Malbas. Hon har spelat 103 landskamper (varav 25 som U18) och spelade SM-final med Eos/Malbas 2001.  Hon var också med i det damjuniorlandslag som kom 5:a i EM 1990, ett resultat som länge var det främsta på damsidan.
Åren 1992–1996 gick hon på Oregon State University med Tanja Kostić och båda kom med i All-Freshmen Team under sin första säsong med Oregon State Beavers.. Anette Möllerström spelade sin första match i landslaget 1989 (U18) och sin sista 2001.
Hon avslutade sin spelarkarriär i Malbas 2006 som 34-åring. men har sedan dess haft uppdrag som lagledare och i styrelser i basketsverige, bland annat som coach för Framtid Dam i basketlandslaget.

## Lag
- 1984-1987: KFUM Kristianstad Basketbollförening
- 1987-1988: Malmö idrottsgymnasium/Sankt Petri skola
- 1987-2002: Sveriges damlandslag i basket
- 1989-1992: Malbas
- 1992-1996: Oregon State Beavers
- 1997-2001: EOS Malbas
- 1991-2002: SLG Öresund[7]

## Meriter
- Malmö Idrottsföreningars Samorganisations pris Årets idrottskvinna 2001.[8]
- SM-silver 2001 med Malbas.
- Årets damlagetspelare 2002, Svenska Basketbollförbundet och damligaföreningarna.[9]